# Curcuma larsenii
Curcuma larsenii är en enhjärtbladig växtart som beskrevs av Maknoi och Jenjitt. Curcuma larsenii ingår i släktet Curcuma och familjen Zingiberaceae. Inga underarter finns listade i Catalogue of Life.